# Salix raddeana
Salix raddeana är en videväxtart som beskrevs av Lacksch. och Nasarow. Salix raddeana ingår i släktet viden, och familjen videväxter. Utöver nominatformen finns också underarten S. r. subglabra.